# Campionato centramericano femminile di pallacanestro 2010
Il 18º Campionato dell'America Centrale e Caraibico Femminile di Pallacanestro FIBA (noto anche come FIBA Centrobasket for Women 2010) si è svolto dal 10 al 14 luglio del 2010 a Mayagüez a Porto Rico. Il torneo è stato vinto dalla nazionale portoricana.
I FIBA Centrobasket sono una manifestazione contesa dalle squadre nazionali di Messico, Centro America e Caraibi, organizzata dalla CONCENCABA (Confederazione America Centrale e Caraibi), nell'ambito della FIBA Americas.

## Squadre partecipanti
- Giamaica
- Guatemala
- Isole Vergini Americane
- Messico
- Porto Rico
- Rep. Dominicana
- Saint Vincent e Grenadine
- Trinidad e Tobago

## Classifica finale
| Pos | Squadra | V-P |
| --- | --- | --- |
|     | Porto Rico4 S. Rosado, 5 P. Rosado, 6 Sepúlveda, 7 Escalera, 8 Rivera, 9 Pacheco, 10 Tapia, 11 García, 12 Morales, 13 González, 14 Plácido, 15 Vargas, All. Omar González   | 5-0 |
|     | Giamaica4 Edwards, 5 Gordon, 6 Louden, 7 Mitchell, 8 Fung, 10 Pitterson, 11 Latouche, 12 Bidwell, 13 Gidden, 14 Moseley, 15 Ashmeade, All. -                                | 4-1 |
|     | Messico4 Castro, 5 Berumen, 6 Silva, 7 A. García, 8 Tapia, 9 Gómez, 10 Campos, 11 M. García, 12 Arriola, 13 Rojo, 14 Gutiérrez, 15 Ramírez, All. Ray Santana                | 3-2 |
| 4   | Trinidad e Tobago4 Selman, 5 Ortega, 6 Codio, 8 Phillips, 9 Williams, 11 John-Davis, 12 Liverpool, 14 Billy, All. Ozell Wells                                               | 2-3 |
| 5   | Rep. Dominicana4 Guzmán, 5 Morton, 6 Estrella, 7 Paniagua, 8 Frías, 9 Santos, 10 Gómez, 11 Mercado, 12 Montás, 13 Cáceres, 14 Celestino, 15 Monsac, All. Radhamés Paulino   | 3-2 |
| 6   | Isole Vergini Americane4 Carey, 5 Javois, 6 Petersen, 7 Bough, 8 Hamilton, 9 Day, 10 Rogers, 11 Griffith, 12 Larsen, 13 Peters, 14 Lewis, 15 Flanders, All. Geneva Morgan   | 1-4 |
| 7   | Guatemala4 López, 5 Fernández, 6 Cisneros, 7 González, 8 del Valle, 9 I. Loaiza, 10 Rivera, 11 Amado, 12 Rosales, 13 Crespo, 14 N. Loaiza, 15 Fleischmann, All. Otto Larios | 2-3 |
| 8   | Saint Vincent e Grenadine4 Diamond, 5 Gittens, 6 De Shong, 7 Williams, 8 Gordon, 9 Joseph, 11 Prince, 12 Toussaint, 14 King, 15 Jackson, All. Wayne Williams                | 0-5 |